# Kurt Katzenstein

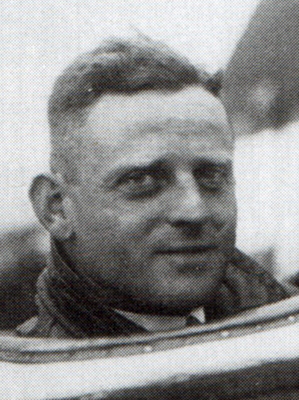
Kurt Katzenstein bei einem Flugtag in Stuttgart, 1926

Kurt Katzenstein (* 27. Februar 1895 in Kassel; † 6. Dezember 1984 in Johannesburg) – ab 1944 Kurt Kaye – war ein deutscher und später südafrikanischer Militärpilot, Ingenieur, Unternehmer, Fluglehrer und Verkehrspilot.

## Jugend und Erster Weltkrieg

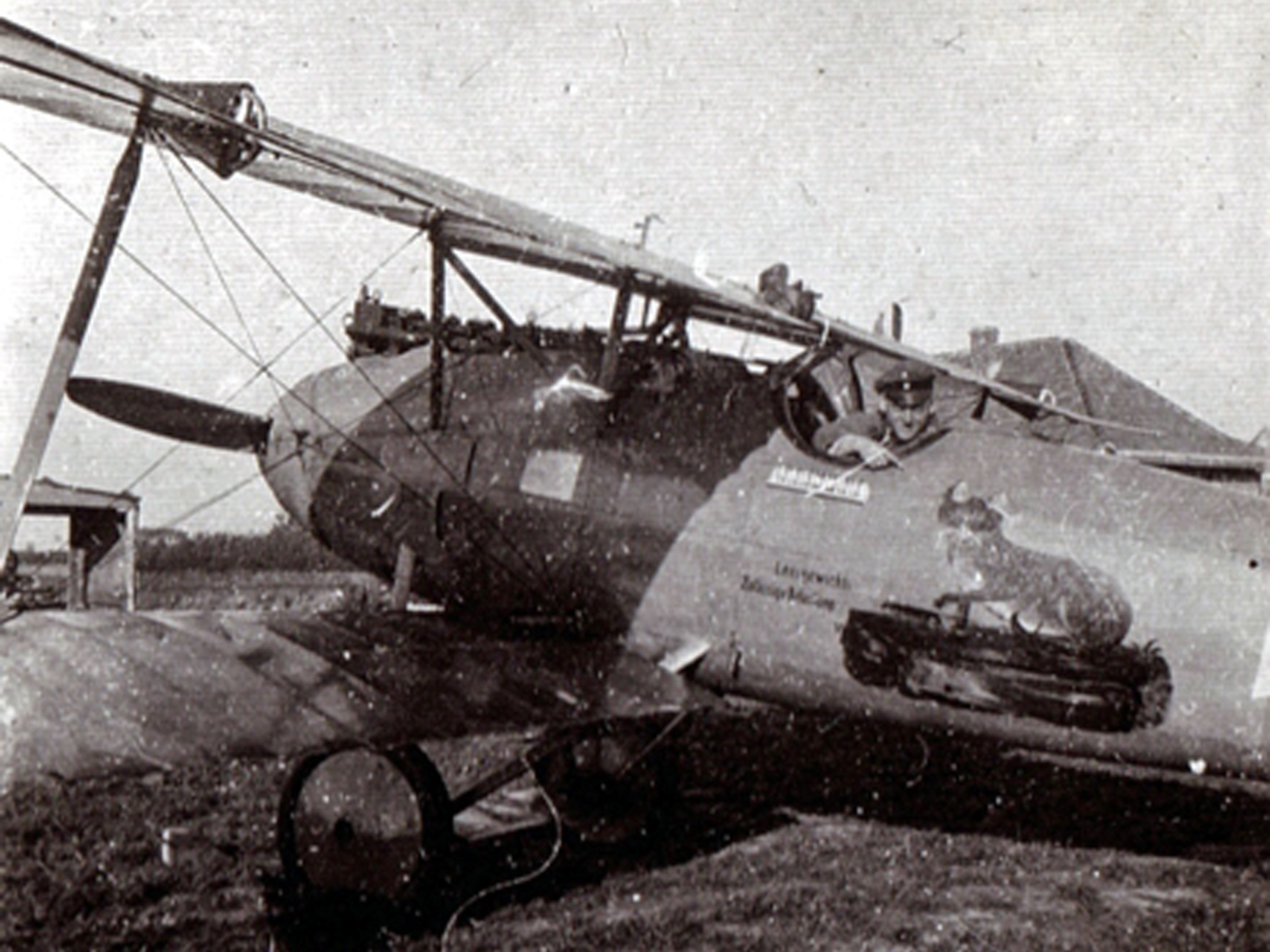
Kurt Katzenstein im Ersten Weltkrieg in seiner Pfalz D.III

Kurt Katzenstein, Sohn von Franziska und Otto Katzenstein, meldete sich nach dem Abitur 1914 an der Oberrealschule I in Kassel freiwillig zum Heer. Nach Genesung von einer Verwundung beantragte er die Versetzung zur Fliegertruppe.
Ab Mai 1916 wurde er zum Piloten ausgebildet und zunächst als Aufklärungsflieger an der Ostfront eingesetzt, später als Jagdflieger bei den Jagdstaffeln 55 und 30 an der Westfront. Offiziell wurde ihm ein Luftsieg anerkannt. Leutnant Katzenstein wurde mit dem Eisernen Kreuz erster und zweiter Klasse ausgezeichnet.
Nach dem Krieg kehrte er mit einer Fokker D.VII nach Kassel zurück und veranstaltete Flüge über Nordhessen, bis der Soldatenrat das Flugzeug beschlagnahmte.

## Weimarer Republik

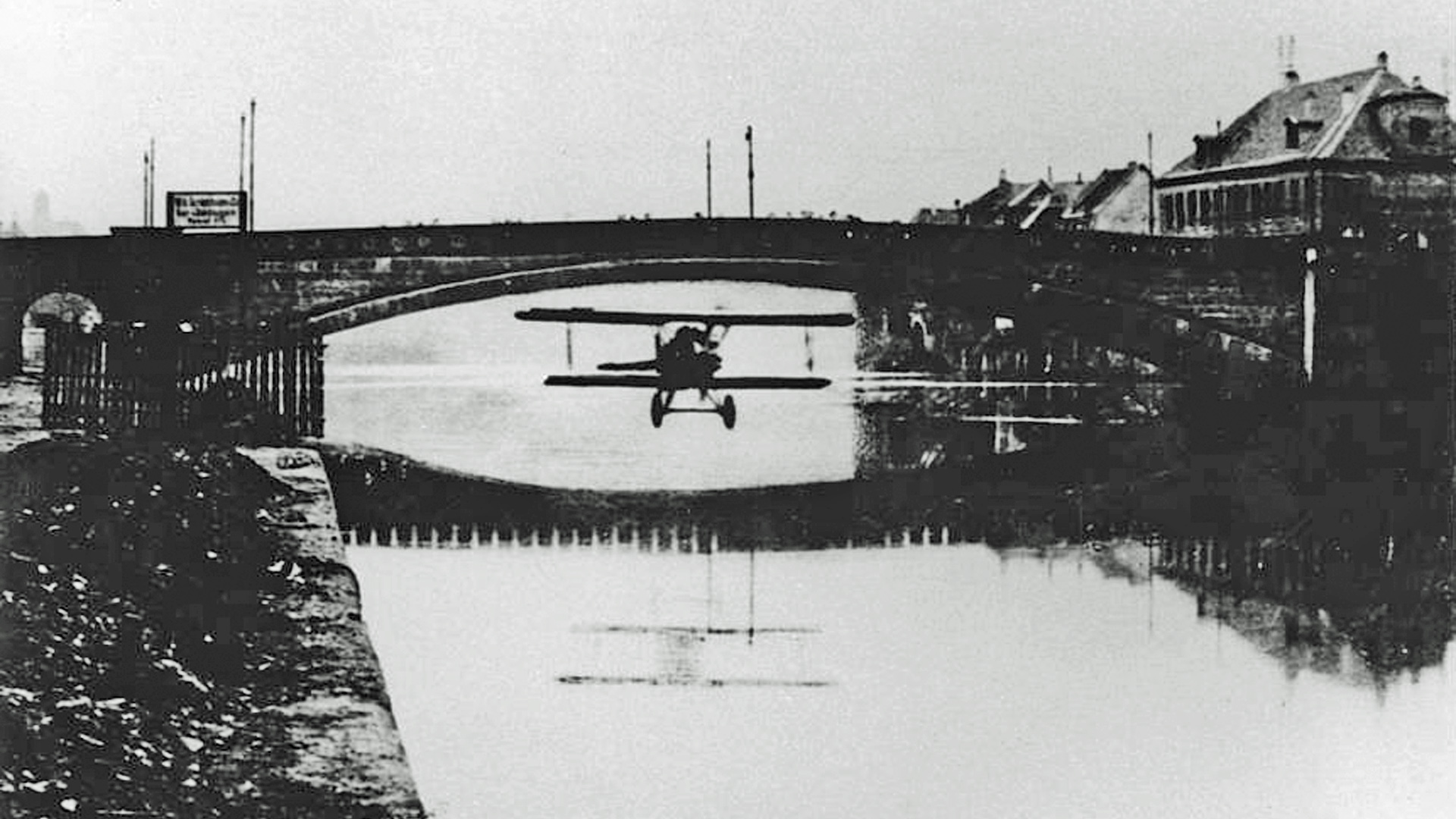
Fotomontage zum Flug unter der Kasseler Fuldabrücke von Carl Achenbach, 1924

### Werkspilot
Von 1919 bis 1923 durchlief er ein Maschinenbaustudium an der TH Darmstadt zum Dipl.-Ing und wurde Mitglied des Corps Hassia. Danach wurde er beim Dietrich-Gobiet Flugzeugbau in Kassel als Werkspilot angestellt. Mit einer DP IIa Bussard unterflog er im Oktober 1924 die Kasseler Fuldabrücke, deren Brückenbogen bei Normalwasserstand eine lichte Durchlasshöhe von rund vier Metern hat. Deutsche und internationale Zeitungen berichteten darüber illustriert mit einer Fotomontage. 

„Ich hatte das nicht vor, sondern war beim Flug in Richtung Waldau von den vielen Leuten am Fuldaufer, die mir zuwinkten, dazu gereizt worden, tief herunterzugehen. Über die Brücke wäre ich nicht mehr gekommen, mit der 80pferdigen Maschine, da hingen zahlreiche Drähte. Ich mußte unten durch. Freiwillig hätte ich das nicht noch einmal gemacht.“

### Fluglehrer
Wegen Unstimmigkeiten mit Dietrich verließ Katzenstein 1925 Dietrich-Gobiet, gründete im November 1925 mit Antonius Raab und anderen die Raab-Katzenstein-Flugzeugwerke und leitete die Fliegerschule und den Flugbetrieb der neu gegründeten Firma.
Im Jahr 1927 wurde bei Raab-Katzenstein das Verfahren des Flugzeugschlepps entwickelt, an dem Katzenstein als Pilot entscheidend beteiligt war. Unter anderem steuerte er bei der ersten öffentlichen Präsentation des Flugzeugschlepps am 18. April 1927 das geschleppte Flugzeug RK 7 „Schmetterling“, das von Gerhard Fieseler mit einer RK 6 „Kranich“ gezogen wurde.

### Werbeflieger
Mit dem Ende der Firma Raab-Katzenstein 1930 trennte sich Katzenstein von Raab und leitete zusammen mit H. Wackwitz die Reklameflugstaffel der Zigarettenfabrik Haus Bergmann.  In dieser Funktion war er der Initiator der Kunstflugmeisterschaft 1932 in Breslau, die von Fieseler gewonnen wurde.

## Emigration
Nach der nationalsozialistischen Machtübernahme ging Katzenstein, der jüdischer Abstammung war und seine Lage offensichtlich richtig einschätzte, in die Niederlande und gründete dort eine Familie; Sohn Pieter wurde 1935 geboren. Als er 1935 seine Arbeitserlaubnis verlor, entschloss er sich zur Auswanderung nach Südafrika.
In Johannesburg gründete er 1936 mit Willy Rosenstein erfolgreich die „Union Aviation“, die in Afrika Bücker-Flugzeuge verkaufte und Pilotenausbildungen durchführte.

## Zweiter Weltkrieg
Mit Ausbruch des Zweiten Weltkrieges wurden Deutsche in Südafrika interniert; das betraf auch Katzenstein und Rosenstein, so dass „Union Aviation“ ein plötzliches Ende fand. Im Juni 1941 – nach acht Monaten Internierung – meldete sich Katzenstein freiwillig zur Union Defence Force, wo er als Test- und Überführungspilot bei der South African Air Force diente, noch bevor er 1942 die südafrikanische Staatsbürgerschaft erhielt. Während seiner südafrikanischen Militärzeit bis 1946 änderte er offiziell seinen Namen in Kaye, wurde zum 2. und 1. Lieutenant befördert und absolvierte auf 25 verschiedenen Flugzeugtypen 2220 Flugstunden.

## Verkehrspilot

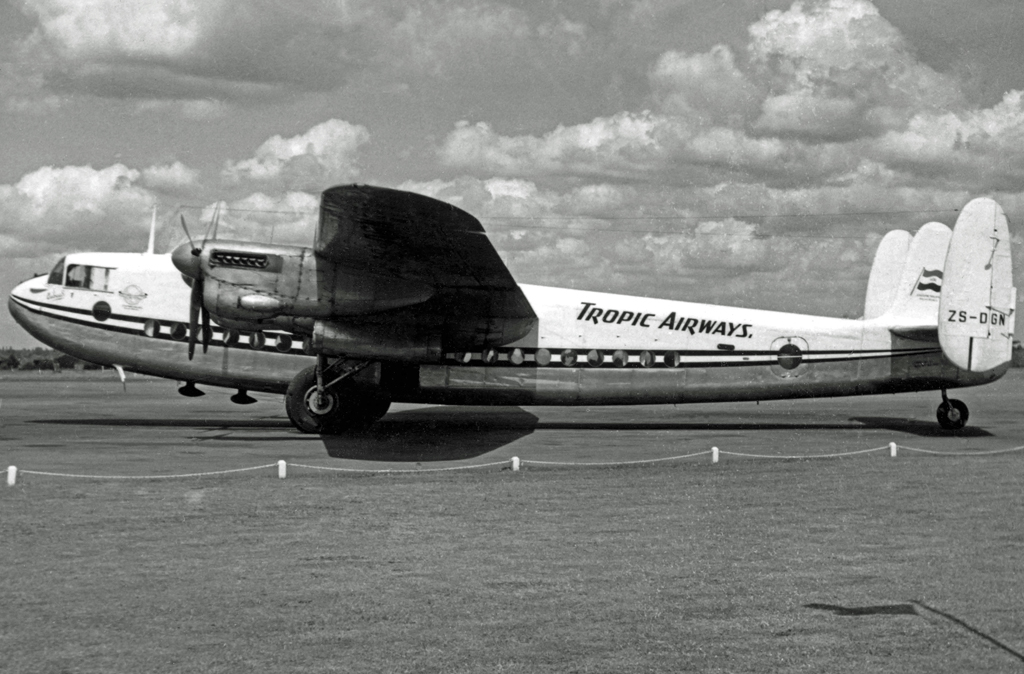
Die Avro 685 York (ZS-DGN) der Tropic Airways, die von Kurt Kaye geflogen wurde

Nach dem Ausscheiden aus dem aktiven Militärdienst erwarb der 51-jährige Katzenstein, der mittlerweile rund 14.000 Flugstunden aufzuweisen hatte, die Verkehrspilotenlizenz und arbeitete als Verkehrspilot. Unter anderem führte er als Captain Kaye der Tropic Airways auf einer Avro 685 York rund 150 Flüge auf der Route Johannesburg–London durch. Als Katzenstein Ende der 1950er Jahre aufhörte, als Verkehrspilot zu arbeiten, hatte er über 24.000 Flugstunden in seinem Flugbuch verzeichnet.